# Stisseria picta
Stisseria picta là một loài thực vật có hoa trong họ La bố ma. Loài này được (Donn) Kuntze miêu tả khoa học đầu tiên năm 1891.